# Tim Berners-Lee
Sir Timothy John „Tim” Berners-Lee (beceneve TimBL vagy TBL) (London, 1955. június 8. –) a Világháló (World Wide Web) pontosabban a HTML nyelv, a HTTP protokoll és más technológiák kifejlesztője (Robert Cailliau-val) és a World Wide Web Consortium elnöke, azé a szervezeté, mely a Web további fejlődésében talán a legnagyobb szerepet vállalta magára. Jelenleg az Inrupt cég technikai igazgatója, a Solid nevű keretrendszer (webes ökoszisztéma) megálmodójaként annak első számú fejlesztője. Az Order of Merit (OM), és a Brit Birodalom Rendje lovagi fokozatának (KBE) birtokosa.

## Az első weblap
Az első weblap, amelyet Berners-Lee a CERN munkatársaként készített (és általában is az első) a http://info.cern.ch/, amelyet archiváltak itt. Ez az oldal először 1991. augusztus 6-án került ki, és arról szólt, hogy mi az a Világháló, hogyan használhatóak a böngészők, hogyan lehet webszervert létrehozni, és így tovább. 

## Útban a web-standardök felé
1994-ben Berners-Lee megalapította a World Wide Web Consortiumöt (W3C) a Massachusetts Institute of Technology-n. Ennek különböző vállalatok is tagjai lettek, melyek az internet minőségét akarták javítani sztenderdek és ajánlások elkészítésével.
A World Wide Web Consortium eredményeinek nagy részét láthatjuk az internet weboldalain. 1996-ban Håkon Wium Lievel együttműködve, a W3C újabb sztenderdet jelentett be, melynek a neve Cascading Style Sheets (CSS) volt. 2000 körül kezdték a közismert böngészők támogatni, ez is mutatja Berners-Lee fő célját, a Web szabadságát.
2004 decemberében professzori állást fogadott el a számítástudomány területén az Egyesült Királyság Southamptoni Egyetemén. Szorosan együtt fog működni az egyetemmel a szemantikus weben, az új projektjén.

## Kitüntetései
- Japán Díj (2002)
- Gorbacsov-díj peresztrojka / átalakítás kategóriában (2011)